# Selca
Selca (olaszul: Selza) falu és község Horvátországban, Split-Dalmácia megyében, Brač szigetén.

## Fekvése
Splittől légvonalban 40 km-re délkeletre, a sumartini kompkikötőtől légvonalban 2, közúton 4 km-re északnyugatra fekszik.

## A község települései
Közigazgatásilag Selcán kívül Novo Selo, Povlja és Sumartin települések tartoznak hozzá.

## Története
Selca első írásos említése még kis pásztortelepülésként 1184-ben a povljai oklevélben történt. Első lakói Gornji Humac területéről települtek át ide és az első időben a szomszédos Povljával együtt a gornji humaci plébániához tartoztak. A 12. és a 14. század között Selca a brači kőbányászat egyik szimbolikus helye volt, mely az itteni élet fő bevételi forrását adta. Az itt bányászott kőből több korabeli templom és számos lakóház épült. A kőbánya felett építették fel a 11. században a kupolás Szent Miklós templomot. A másik fontos megélhetési forrás az állattenyésztés volt. 1614-ben a terület akkori plébánosa arról számol be jelentésében, hogy a szigetnek ezen a keleti részén mintegy harminc pásztorkunyhó áll, közülük egyedül Selca területén nyolcat számoltak. 1633-ban a helyi kövekből építették fel a település első templomát a Selcai Boldogasszony templomot. A településnek 1678-ban 124, 1763-ban már mintegy 400 lakosa volt. A velencei uralomnak 1797-ben vége szakadt és osztrák csapatok vonultak be Dalmáciába. 1806-ban a sziget az osztrákokat legyőző franciák uralma alá került, de Napóleon lipcsei veresége után újra az osztrákoké lett. Plébániáját 1815-ben alapították. 1841-ben 16 család élt itt 86 lakossal. Lakói szőlőtermesztéssel, állattenyésztéssel és méhészettel foglalkoztak. Fokozatosan a sziget keleti felének gazdasági központja lett. Alapiskoláját 1859-ben alapították. 1918-ban az új szerb-horvát-szlovén állam, majd később Jugoszlávia része lett. Történetének legnagyobb tragédiája 1943. augusztus 9-én következett be amikor az olasz megszállók hat másik brači településessel együtt felgyújtották. A falu három nap és három éjjel égett és a tragédia sebei azóta sem gyógyultak be. A háború után a szocialista Jugoszláviához tartozott. A település 1991 óta a független Horvátország része. 2011-ben 846 lakosa volt.

## Népesség

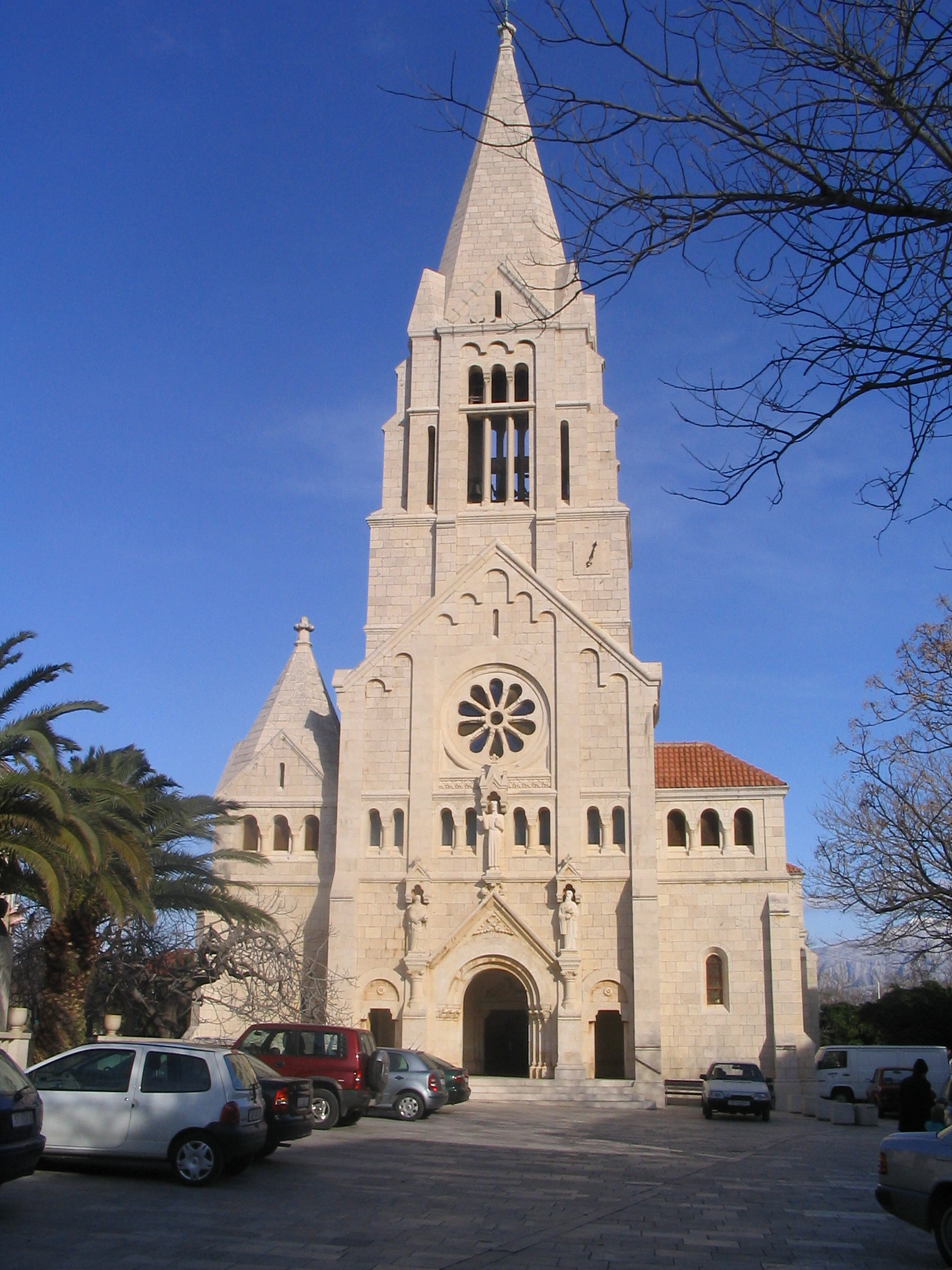
A Krisztus király plébániatemplom

| Lakosság változása | Lakosság változása | Lakosság változása | Lakosság változása | Lakosság változása | Lakosság változása | Lakosság változása | Lakosság változása | Lakosság változása | Lakosság változása | Lakosság változása | Lakosság változása | Lakosság változása | Lakosság változása | Lakosság változása | Lakosság változása |
| ------------------ | ------------------ | ------------------ | ------------------ | ------------------ | ------------------ | ------------------ | ------------------ | ------------------ | ------------------ | ------------------ | ------------------ | ------------------ | ------------------ | ------------------ | ------------------ |
| 1857               | 1869               | 1880               | 1890               | 1900               | 1910               | 1921               | 1931               | 1948               | 1953               | 1961               | 1971               | 1981               | 1991               | 2001               | 2011               |
| 766                | 987                | 1.107              | 1.438              | 1.780              | 1.988              | 3.515              | 1.571              | 1.264              | 1.266              | 1.232              | 1.135              | 1.081              | 1.117              | 952                | 846                |

## Nevezetességei
- Krisztus király tiszteletére szentelt plébániatemploma[4] háromhajós neoromán stílusú bazilika, mely 45 méteres hosszúságával a legnagyobb a dalmát szigetek templomai között. Szépsége és összhatása miatt brači katedrálisnak is nevezik. Apszisában a híres morvát szobrászművész Ivan Meštrović Jézus szíve szobra látható. A művész 1956-ban adományozta a szobor gipszmodelljét a selcaiaknak, akik a település körül talált II. világháborús gránátok összegyűjtött hüvelyének anyagából öntötték meg a bronz alkotást. A templom mellett állították fel Kuzma Kovačić szobrászművész II. János Pál pápát ábrázoló emlékművét, mely a szentatya első életnagyságú szobra volt Európában. A pápa szobrának közelében szoborcsoport található, mely Franjo Tuđmant a Horvát Köztársaság első elnökét, Hans-Dietrich Genscher német és Alois Mock osztrák külügyminisztert ábrázolja.
- A település további szakrális épületei a Kármelhegyi boldogasszony-templom, a nadselai Szent Tamás-templom és a Szent Nedelje-templom. 
  - A Kármelhegyi boldogasszony-templom Selca régi plébániatemploma[5] értékes példája a 19. század második fele szakrális építészetének. Egyszerű épület neobarokk jellegzetességekkel. A belső tér kifejező színű faoltárokat tartalmaz. A templomot a 18. században építettek a település terének délnyugati részén, egy régebbi templom helyén, amelyet 1633-ban Selce-i Szűzanya templomnak neveznek. A templom 1871-ben készült el teljesen, amikor háromnyílású oromfalas harangtornyot építettek. A háromhajós épület félköríves apszissal és északra fekvő sekrestyével szabályos sorokban rakott, nagyobb kőtömbökből épült. Homlokzatán három portál található kőkerettel és profilozott párkányokkal. A központi portál felett a homlokzatot rozetta, az oldalsó portálok felett pedig négyszögletes, kereszt alakban áttört nyílások díszítik. A belső kő boltívek, csakúgy mint a diadalív profilozott oszlopfőkkel díszített faragott kőoszlopokon nyugszanak. A lapos tükörmennyezetet kőpárkány választja el a hajó falától, oldalt pedig félkör alakú ablakokkal ellátott vitorlák tagolják. Az oldalsó folyosók keresztboltozatosak, a folyosókat kőívek választják el.
  - A kora román stílusú Szent Nedelje-templom[6] a Gradac domb nyugati oldalán, egy őskori erődített település maradványai alatt található. Az egyhajós, félköríves apszissal rendelkező épület faragott kőből épült, kőlapokkal fedett nyeregtetővel. A homlokzat tetején az oromzaton kő harangdúc látható. A templom belül boltíves, vak árkádokkal van tagolva. Az oltáron egy 18. századi a Szűzanyát és a szenteket ábrázoló festmény látható. A templom körüli elkerített területen belül középkori temető található, monolit sírkövekkel.
  - A Szent Tamás-templom[7] Selcétől nyugatra, a Gornji Humac felé fekvő Nadsela településrész felett található. Az egyhajós, négyszögletes apszissal ellátott román kori templom Brač szigetének egyik legkisebb szakrális épülete. Faragott kőből építették, és kőlappokkal borították. A belső tér dongaboltozattal fedett, az oldalfalakat vak árkádok választják el. Elöl a bejáratot átalakították, nemrégiben kőkeretet építettek be, a homlokzat tetején pedig egy kő harangdúc található.
- A Vusio család 17. századi erődítményének csak romjai találhatók.[8] A kétemeletes, négyzet alaprajzú torony kőtömbökből épült. Védelmi okokból a földszinten nincsenek nyílások. A nyugati homlokzaton található az első emelet bejárata, felette pedig egy ablak konzolokkal. A második emeleti nyílások a déli és a keleti oldalon találhatók, míg az északi részen nincsenek nyílások. Itt két földszintes kőház épült hozzá. A mező védelmére szolgáló magányos tornyot a 17. században építette a boli Vusio család.
- Védett műemlék még a Krisztus Király templomtól északkeletre álló Didolić-ház,[9] mely a 19. század második felében épült. Kétemeletes, L alaprajzú épület, mely 1943-ban a településsel együtt leégett. Azóta elhagyatva áll.
- Selcán állították fel a nagy orosz író Lev Nyikolajevics Tolsztoj a világon első szobrát, mely közvetlenül halála után készült.

## Kultúra
- Selcán alapították 1888-ban a Horvát találkozó (Hrvatski sastanak) egyesületét, amely egészen a 20. század közepéig működött. Alapításának századik évfordulóján 1988-ban újra életre hívták, azóta a "Hrvatski sastanak 1888" nevet viseli. A település művészeti és kulturális egyesületének keretében működik a "Selca" férfikar, a "Fjorin" és a "Mirula" női kar, valamint a mandolinzenekar. Az egyesület újraalapításával egy időben jött létre a fúvószenekar.
- A plébánia egyesületének keretében működik a "Krisztus király" kórus, melyet 1996-ban alapított Siniša Vuković, aki ma is dirigálja az énekkart. A kórus a helyi egyházi énekekből a Verbum kiadó gondozásában "Ispovid'te se" címmel hármas CD-lemezt jelentetett meg. Műsorával az egész országban és külföldön több helyen, köztük Magyarországon is fellépett már.
- A templom búcsúünnepe az Advent előtti vasárnap. Mellette megtartják a település régi védőszentjének a Kármelhegyi boldogasszonynak az ünnepét is, mely július 16-án van.
- A költő, orvos és diplomata dr. Drago Štambuk alapította 1991-ben a "Croatia rediviva" nevű összhorvát költészeti fesztivált, mely mindhárom horvát nyelvjárásra kiterjed. Az augusztus elején rendezett esemény színhelye a település főtere a Pijac, ahol ebből az alkalomból a legnagyobb horvát költők gyűlnek össze. A költészeti maraton után az alapító Drago Štambuk babérkoszorút helyez az arra érdemesült fejére s ő lesz a "poeta oliveatus". A jeles esemény megörökítésére az ő versének néhány sora kerül a költészet falának kőtáblájára.
- Egy időben "Mirina" néven színtársulat is működött a településen, melynek előadásain főként helyi témák szerepeltek. "Selaški krnovaj" címmel falusi karnevált is rendeztek.

## Fordítás
Ez a szócikk részben vagy egészben  a   Selca című horvát Wikipédia-szócikk ezen változatának fordításán alapul.  Az eredeti cikk szerkesztőit annak laptörténete sorolja fel. Ez a jelzés csupán a megfogalmazás eredetét és a szerzői jogokat jelzi, nem szolgál a cikkben szereplő információk forrásmegjelöléseként.